# BBC News at Ten
BBC News at Ten es un noticiero británico, transmitido por los canales BBC One y BBC News desde el 16 de octubre de 2000.
Actualmente, el programa de noticias más visto en el Reino Unido, con un promedio de 4,9 millones de espectadores cada noche.

## Presentadores

### Presentadores actuales
| Años          | Presentador       | Papel                                                  |
| ------------- | ----------------- | ------------------------------------------------------ |
| 2003–2023     | Huw Edwards       | Presentador principal (Lunes a jueves)                 |
| 2003–presente | Fiona Bruce       | Presentador principal (Viernes), presentador de alivio |
| 2003–presente | Sophie Raworth    | Presentador de alivio                                  |
| 2010–presente | Mishal Husain     | Presentador de alivio                                  |
| 2007–presente | Emily Maitlis     | Presentador de alivio                                  |
| 2014–presente | Jane Hill         | Presentador de alivio                                  |
| 2014–presente | Reeta Chakrabarti | Presentador de alivio                                  |
| 2015–presente | Clive Myrie       | Presentador de alivio                                  |
| 2000–presente | George Alagiah    | Actualmente en excedencia                              |
| 2009–presente | Kate Silverton    | Actualmente adscrito a Radio 4                         |

### Presentadores anteriores
- Michael Buerk (Presentador principal, 2000–2003)
- Peter Sissons (Presentador principal, 2000–2005)
- Darren Jordon (2000–2006)
- Dermot Murnaghan (2004–2007)
- Natasha Kaplinsky (2006–2007)
- Jon Sopel (2006–2007)
- Sian Williams (2004-2013)